# Salto Thomas
O Salto Thomas é um movimento extremamente difícil e perigoso realizado durante o exercício de solo na ginástica artística. Seu nome é uma homenagem ao ginasta americano Kurt Thomas, que foi o primeiro a realizá-lo em competição.
O movimento foi efetivamente banido, sendo removido do Código de Pontos após vários acidentes graves, mais notavelmente a paralisia de Elena Mukhina em 1980. A partir de 2017–2020, são proibidos todos os "elementos que compreendem uma cambalhota e meia com aterrissagem nas mãos e depois salto de volta para a estação", proibindo efetivamente o Salto Thomas para todos os ginastas, masculinos e femininos.

## O Movimento
O salto de Thomas consiste em um salto de 1 ½ para trás em uma posição dobrada ou cravada com 1 ½ voltas ou um salto de 1 ½ para trás em uma posição de layout (reto) com 1 ½ voltas.